# キリ
キリ（桐、学名: Paulownia tomentosa）は、シソ目のキリ科キリ属の落葉広葉樹。別名、キリノキともよばれる。中国名は毛泡桐で、漢語の別名として白桐、泡桐、榮がある。初夏に特徴的な淡紫色の花を咲かせる花木で知られる。日本における経済的価値は高く、林業の特用樹種である。アメリカの国立公園では外来種として駆除の対象。日本では軽くて狂いや割れも少ない材の特性を活かして、高級家具の桐箪笥や、琴、琵琶が作られる。
属名はシーボルトが『日本植物誌』（1835年）においてアンナ・パヴロヴナに献名したもの。ただしシーボルトが与えた学名はP. imperialisであり、後にツンベルクが1783年にノウゼンカズラ科ツリガネカズラ属としてBignonia tomentosaと命名していたことが判明して1841年に現在のものに改められた。

## 名称
和名キリの語源は、一説には木材となる木の栽培技術である「台切り」を行って育てられるから、キリの名が生まれたといわれる。台切りとは、材を取るための栽培技法のひとつで、キリの苗木を植えてから肥料を十分に与えて幹を太らせたら一度根元で切って、切り株から再び勢いのある芽を出させて、その部分を木材用の幹として無節で育てることである。江戸時代に貝原益軒が編纂した本草書『大和本草』には「此の木、切れば早く長ずる故にキリという」と書かれている。
英語の「princess tree」は、属名の Paulownia の語源であるアンナ・パヴロヴナがロシア大公女であったことに基づく。

### 似た植物
キリの名前は、他の大きく横広の葉を持つ樹木にもつけられているが、実際にはこれらは遠縁の別種である。同じキリ科の近縁種は9種ほどしか知られておらず日本には分布もしていない。
古くから知られるアオギリ（アオイ科）もまったく異なる種である。中国で古くから両方に「桐」の字を用いているために混乱が生じている。『斉民要術』ではアオギリを「青桐」、キリを「白桐」と呼び分けている。現在の中国ではアオギリを「梧桐」、キリを「泡桐」と呼ぶ。
この他イイギリ（ヤナギ科）、アブラギリ（トウダイグサ科アブラギリ属）、ナンヨウアブラギリ（同ナンヨウアブラギリ属）などもまったく別種である。

## 分布
中国の揚子江流域、韓国の鬱陵島、日本では大分・宮崎県境の山岳地帯に自生地があるが原産地は不明である。中国の中部が原産との説もある。日本にはかつて自生はなかったというが、現在各地で見られるものはすべて栽培されたもので、北海道南部から九州までの各地に野生化したものがみられる。特に東北地方、関東北部、新潟県などにおいて植栽され、中でも福島県の会津桐や青森県と岩手県のの南部桐などが有名である。
本州中部以南ではテング巣病の影響を受けやすい。キリてんぐ巣病と腐らん病はキリの栽培に重要な影響を及ぼすとされ、病原はかつて炭疽菌と推定されたが日本で初めて1967年にファイトプラズマであることが解明された。

## 形態・生態
落葉広葉樹。高木で、成長すると高さ10 - 15 m（メートル） 、幹の直径は50 cm（センチメートル）になる。丸く横広がりの樹形になり、樹皮は灰白色、あるいは灰褐色で波状に浅く裂ける。一年枝は太く、緑褐色や褐色で枝先は枯れることが多い。ごく若い幹は、皮目がよく目立つ。生長して太くなるにつれ、樹皮の色も変わり、皮目は縦に裂けて筋状になっていく。日当たりの良いところを好む性質で、短期間で早く生長する。
葉は長い葉柄がついて対生し、葉身は長さ10 - 20 cmほどの広卵形である。若木の葉は特に大きくなる。葉縁は全縁または浅く3裂し、葉の表面は粘り気のある毛が密生する。
花期は5 - 6月。両性花で、枝の先に大きな円錐花序が直立し、淡い紫色の花を円錐状につける。花冠は長さ5 cmほどの筒状鐘形で、先は口唇状に裂ける。突然変異で生まれたと考えられている白い花を咲かせる品種に、シロバナノキリ（Paulownia tomentosa f. virginea）がある。
果期は7月 - 翌年1月。果実は割れて種子が撒布され、枯れ残った果序も、冬までよく枝に残る。
翼（よく）のついた小さい種子は風でよく撒布され、発芽率が高く生長が早いため、随所に野生化した個体が見られる。アメリカ合衆国では観賞用に輸入したものが野生化し、伐採しても根株を残すと旺盛に繁殖する外来種として駆除に手を焼いて農薬を用いる。
冬芽はいぼ状でごく小さく芽鱗4 - 6枚に包まれており、枝先に頂芽、枝には側芽が対生する。花芽は丸く、茶褐色の毛が密生し、花序にたくさんついて冬はよく目立つ。葉痕は円形や心形で大きく、冬芽よりも目立ち、維管束痕が輪状に並ぶ。

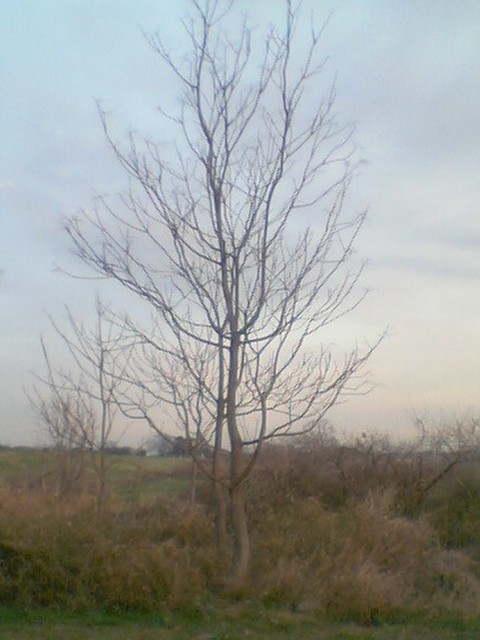
樹形（関東地方、3月）
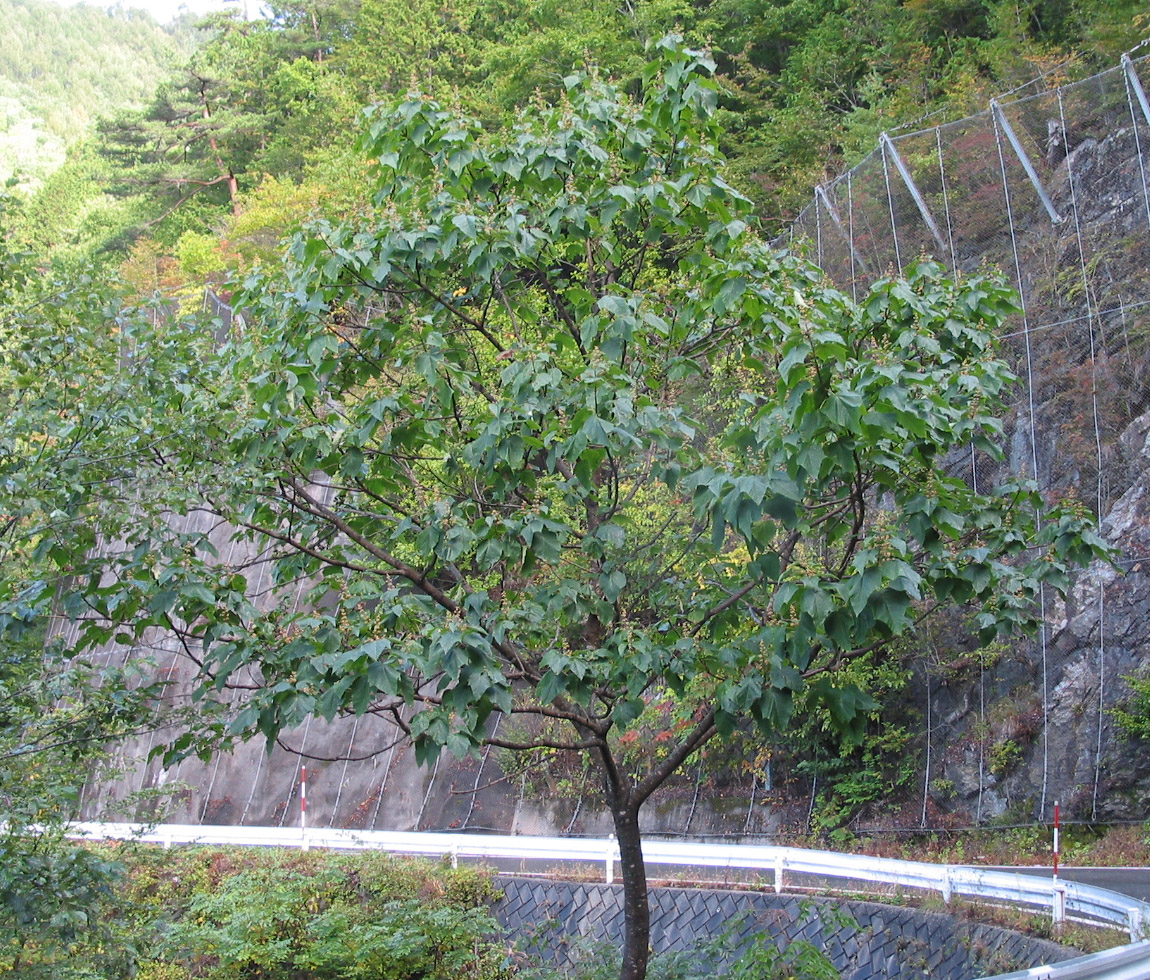
樹形（長野県開田高原、10月）
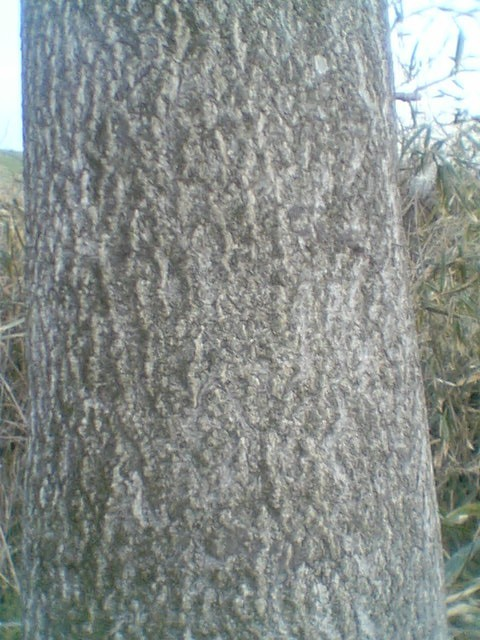
樹皮
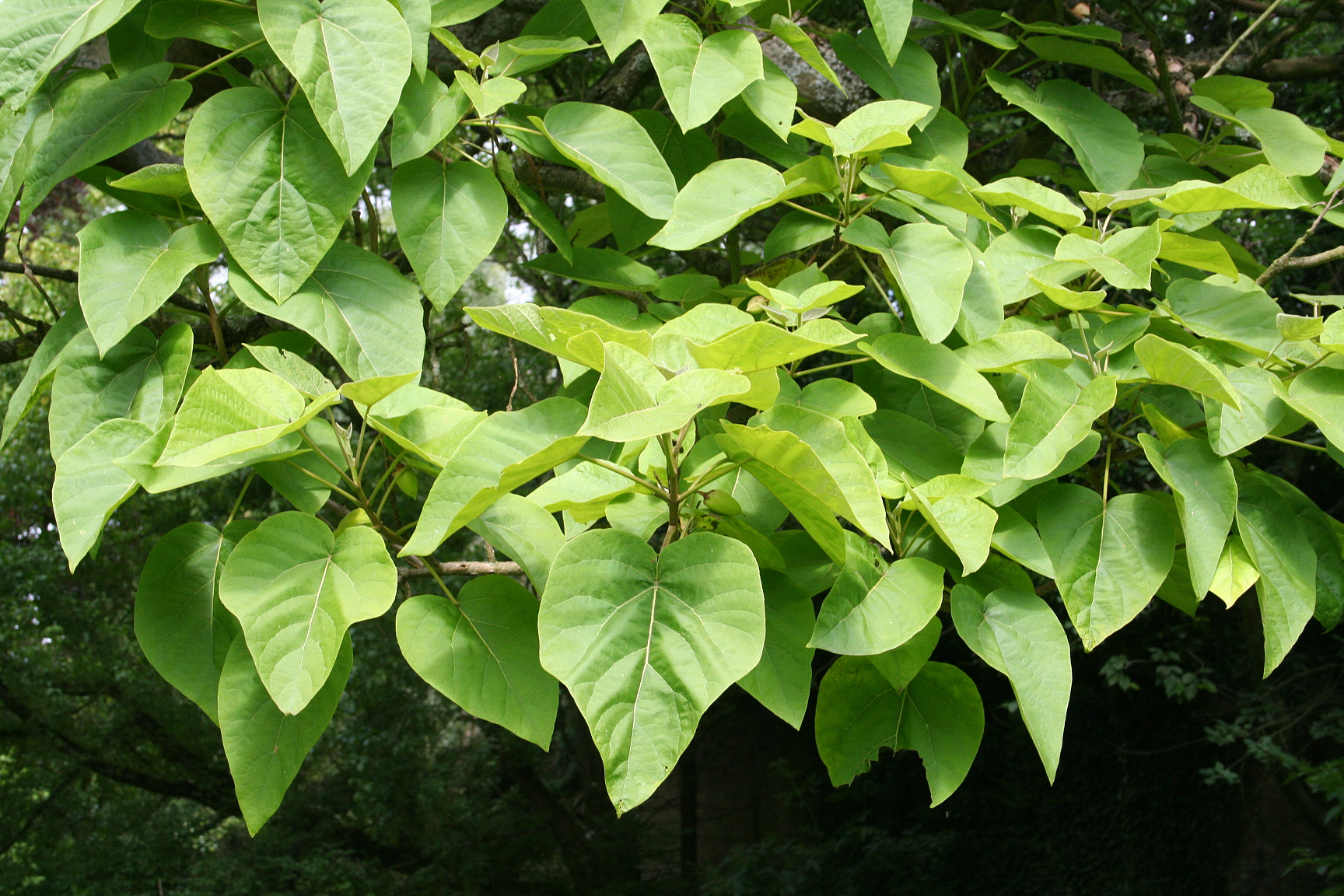
葉
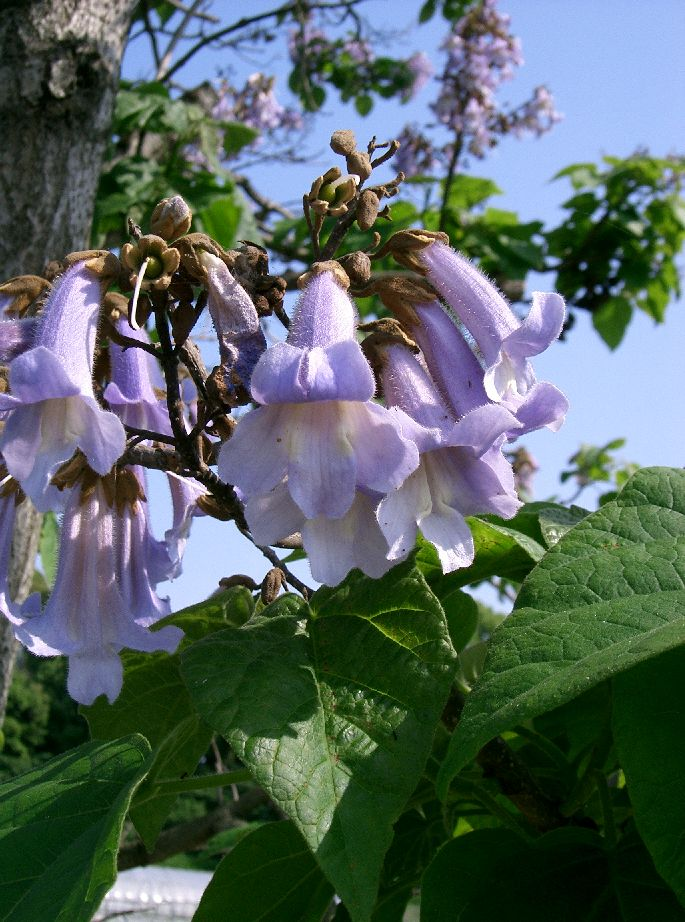
花
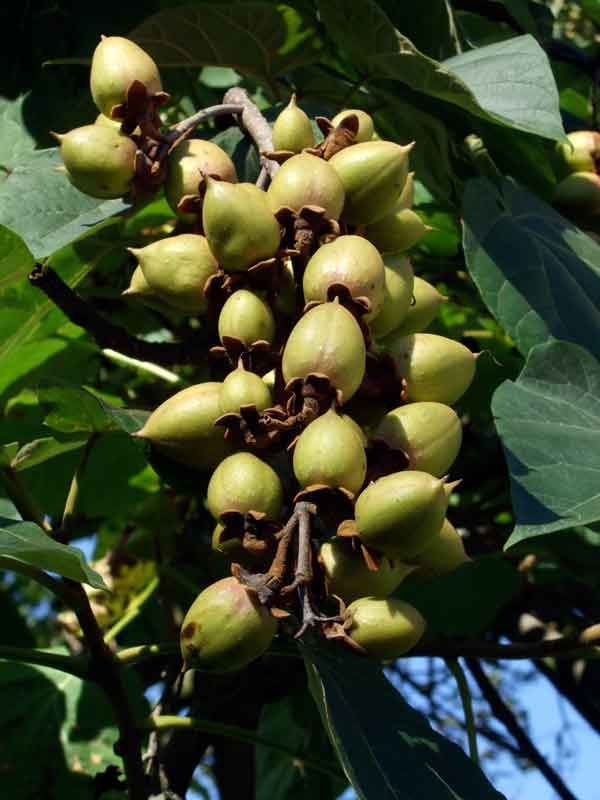
果実
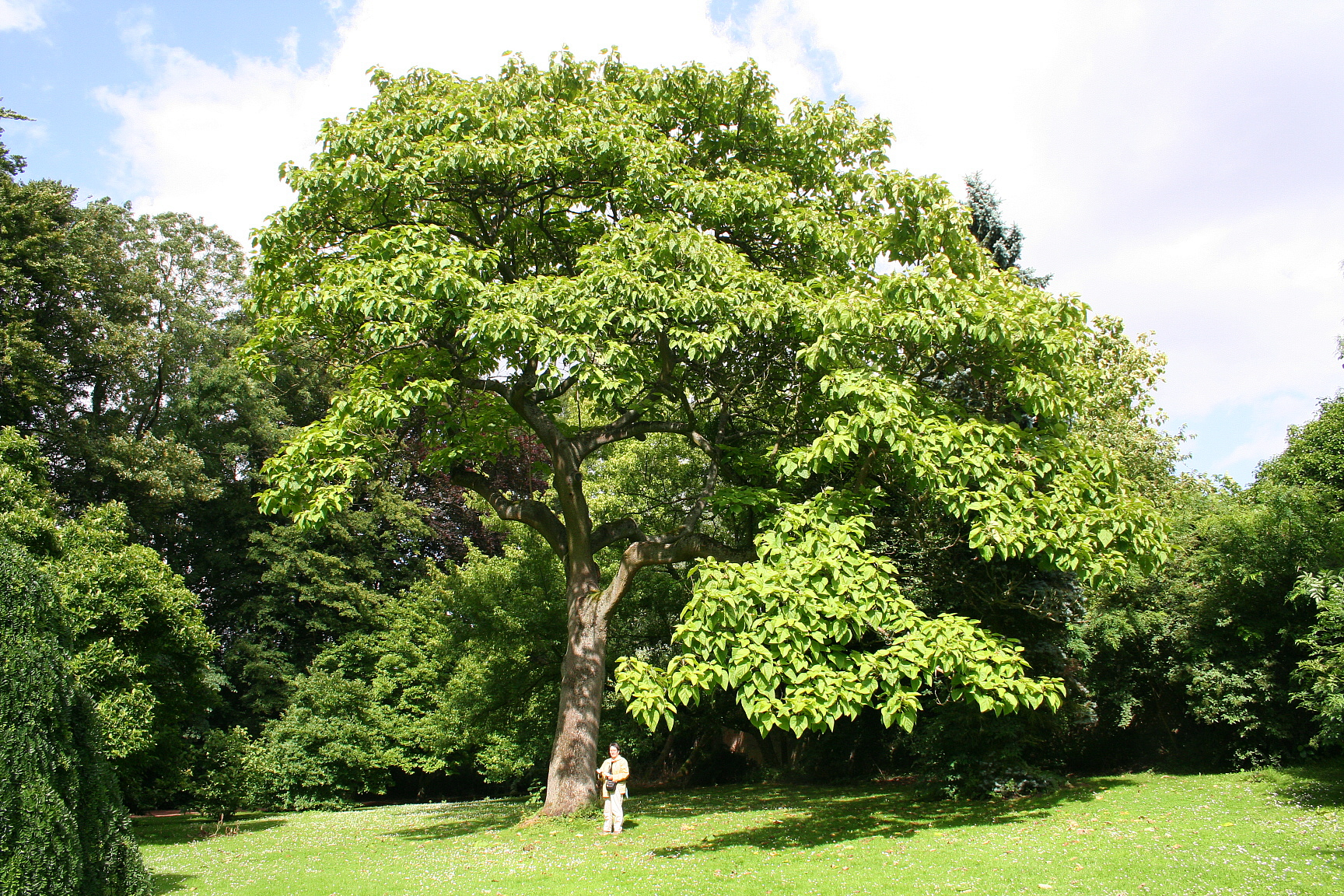
樹形
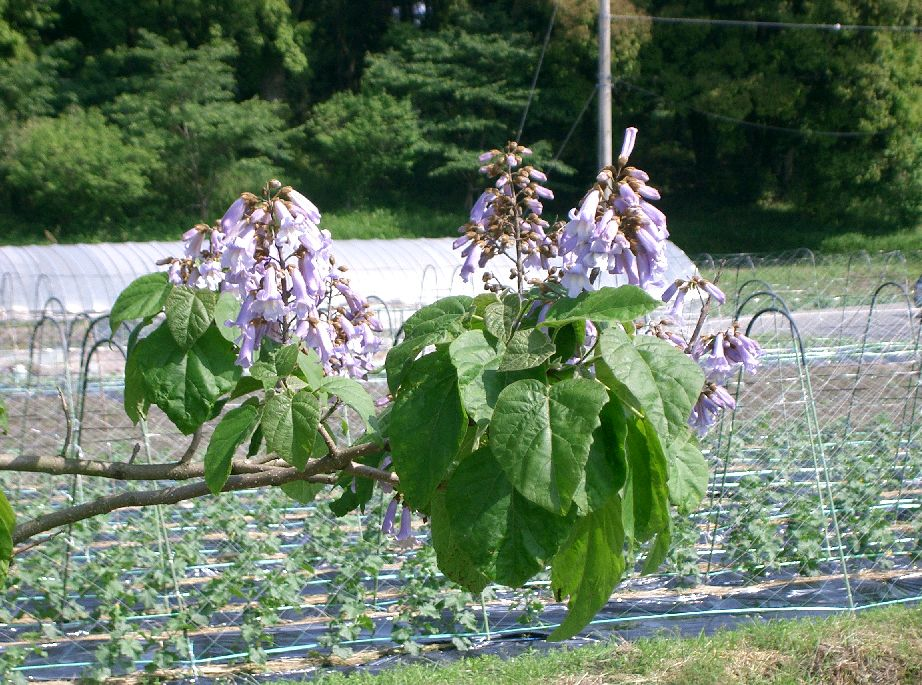
葉や花

## 人間との関わり
キリは古くから良質の木材として重宝されており、下駄や箪笥、箏（こと）、神楽面の材料となる。また、伝統的に神聖な木とみなされ、家紋や紋章の意匠に取り入れられてきた。
キリの花言葉は、「高尚」とされる。

### 木材
キリは日本国内でとれる木材としては最も軽い（比重0.27-0.30）。また光沢が出て、材質は広葉樹や針葉樹の繊維構造とは異なる独立気泡構造をなし、湿気を通さず、割れや狂いが少ないという特徴がある。日本の建具、家具、箪笥や楽器、下駄などの材料とされてきたが、ヨーロッパやアメリカでは用材としての特性を活かした利用は進んでいない。
桐箪笥を高級家具の代名詞とする日本には中田喜直作曲『桐の花』が描いているように、娘が生まれるとキリを植え、結婚する際にはそれを伐採して作った箪笥に着物を詰めて嫁入り道具に持たせるということがよく言われた。箪笥としては、キリ材は軽くて加工がしやすい上に、材が湿気や熱気を防ぐ性質で虫害を受けることが少ないことが注目された。湿気を遮る能力が高いと同時に熱気を遮断することは、材の断熱効果が高いことを意味し、火事に遭っても箪笥の外側だけが焦げて、中の衣類は損傷を受けなかったという事例も少なくないという。家具として仕上げたときの磨き上げ効果も高いことも特徴で、白木が美しいことは日本で評価された。日本では江戸時代から桐箪笥が全国各地で作られ、江戸時代後期の安政の大地震のあとでは、キリの燃えにくさや、洪水に遭っても浮いて流れ中身を守ってくれる特性が確かめられたので、桐箪笥がよく売れたといわれている。
また桐材を使い琴や琵琶などの弦楽器を作り、軽量性は釣具の浮子（うき）にも利用された。キリ材は軽い上に摩滅しにくいことも、材として有用な点として認められている。箱や和机にもキリが使われ、木目の美しさと共に火に強い性質から火鉢にも使われている。羽子板の重要な材料にもなっている。また発火しづらいキリは金庫の内側にも用いられ、金沢大学が耐火性を実証実験した。
もっぱら材の性質に注目され、その品種ごとに、青桐、赤桐、白桐、紫桐などと区分された。産地としては福島県会津地方が最も著名で、良質な材が採れるといわれる。これに次ぐのは青森県・岩手県の南部地方で、日本以外の中国や台湾産のものは材が軟らかすぎて箪笥用には下級品とされる。日本では各地で材を採ることを目的に植栽されていたが、需要の高まりや産業構造の変化により北米、南米、中国、東南アジアから輸入されることも多い。しかし日本以外の国では、もっぱら花を観賞するために植えられる。
桐炭は研磨用、火薬用、化粧用の眉墨（アイブロー）に利用された。また桐灰は古くは懐炉（カイロ）にも用いられ、桐灰化学の屋号の由来となっている。キリから作った炭は、軟らかい性質で均質なものができるので、デッサン用や懐炉灰用には向いていると言われ、最初からその目的用で製造される。

### 桐花紋

五七桐花紋

日本には白桐をもとに意匠化された紋章がいくつかある。それらを総称して桐紋もしくは桐花紋という。中でも公的機関のシンボルとして多用されている五七の桐と一般的に家紋として広まっている五三の桐と呼ばれる紋が代表的であり十大家紋に挙げられるほど多く見られる。桐の紋章は菊と並んで皇室の紋章であり、足利家、豊臣家もまた桐を紋章としている。
古代中国では聖王を象徴する鳳凰が「梧桐の木に宿り竹の実を食う」とされ神聖視された。日本でもキクとともに皇室の紋章で、キクは正紋、キリは副紋とされる。嵯峨天皇の頃から天皇の衣類の刺繍や染め抜きに用いられるなど、「菊の御紋」に次ぐ高貴な紋章とされた。また中世以降は天下人たる武家が望んだ家紋でもあり、足利尊氏や豊臣秀吉などもこれを天皇から賜っている。このため五七の桐は「政権担当者の紋章」という認識が定着することになった。
近代以降も五七の桐は「日本国政府の紋章」として大礼服や勲章（桐花章、旭日章、瑞宝章）の意匠に取り入れられたり、菊花紋に準じる国章としてビサやパスポートなどの書類や金貨の装飾に使われたり、「内閣総理大臣の紋章」として官邸の備品や総理の演台に取付けるプレートに使われている。過去に存在した国鉄の紋章も桐紋に蒸気機関車の動輪を組み合わせたものだった。
また、皇宮警察本部や法務省では「五三の桐」が紋章として使われている。
花札では12月の絵柄として、「桐に鳳凰」、カス3枚が描かれる。

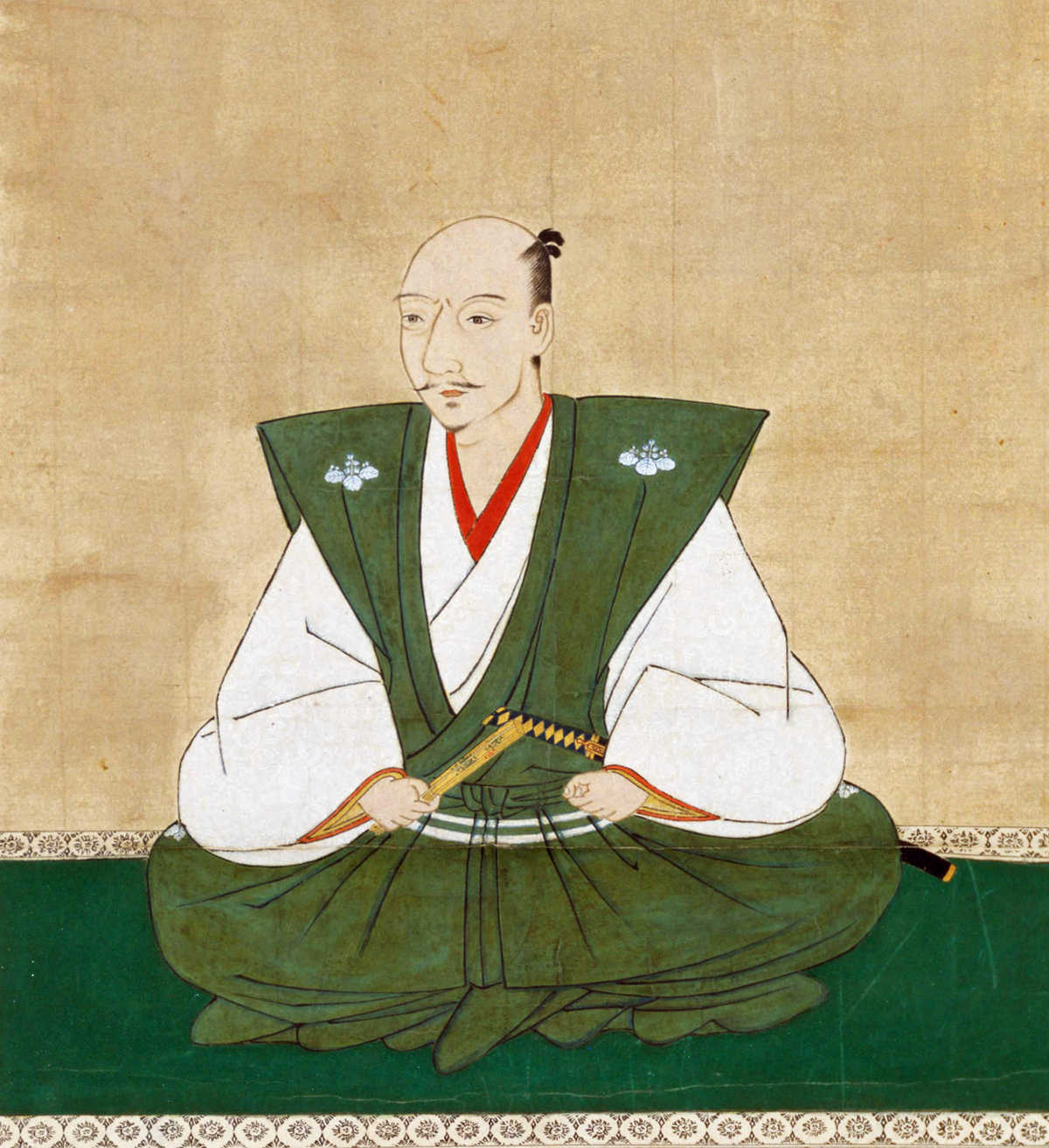
五七の桐花紋のついた裃を着た織田信長像
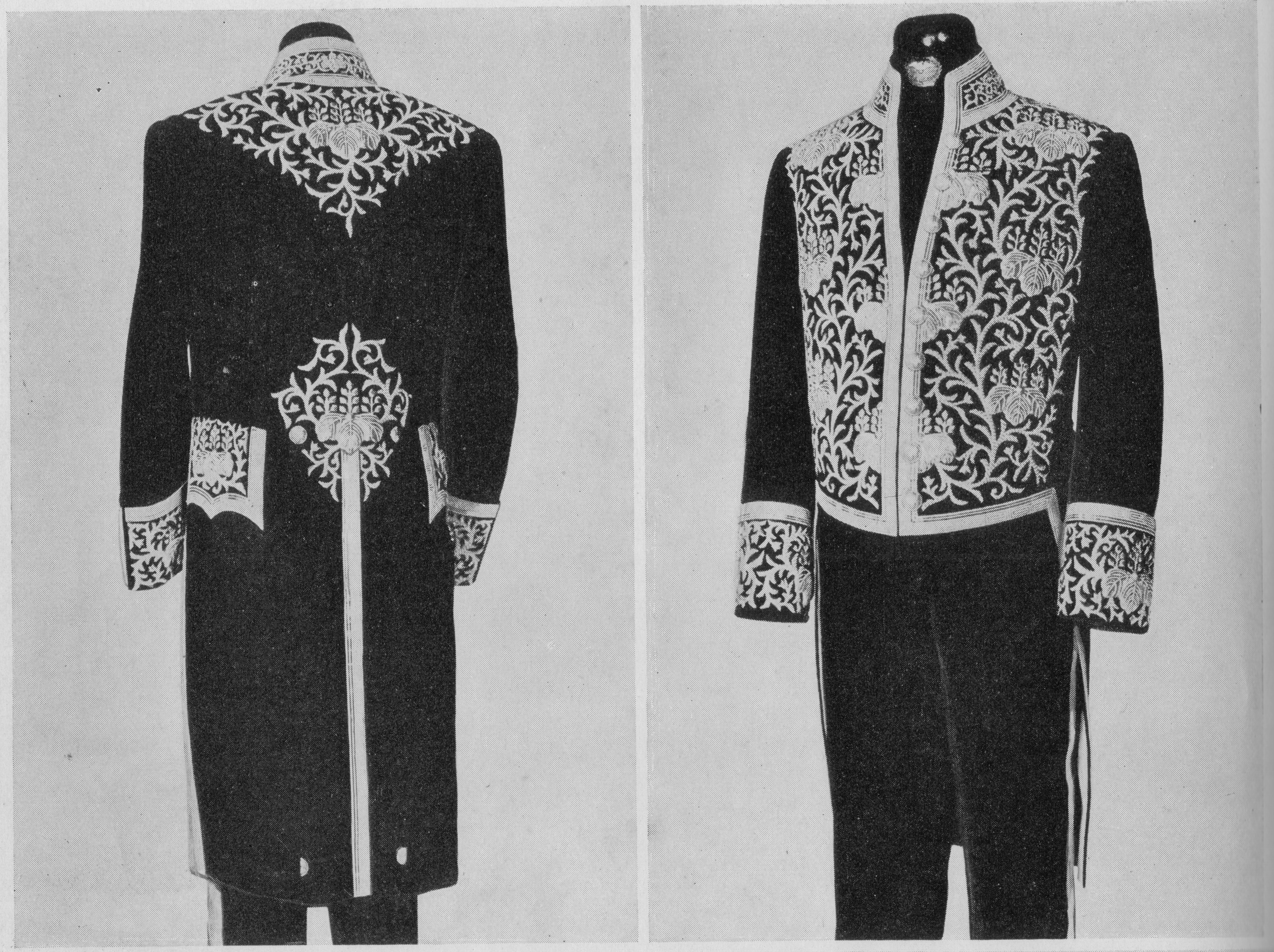
大きな五七桐花紋を随所にあしらった文官大礼服
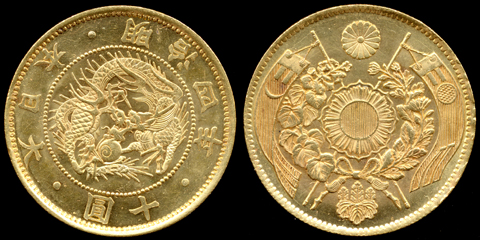
明治時代の10円金貨の裏には菊紋と共に五七の桐紋
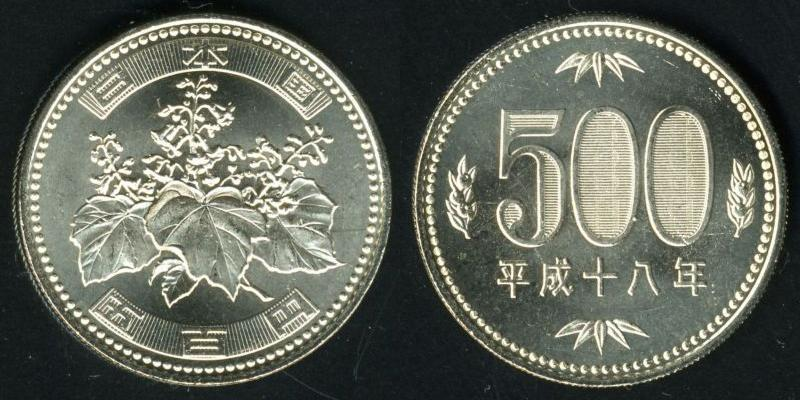
五百円硬貨の表は桐
内閣総理大臣紋章
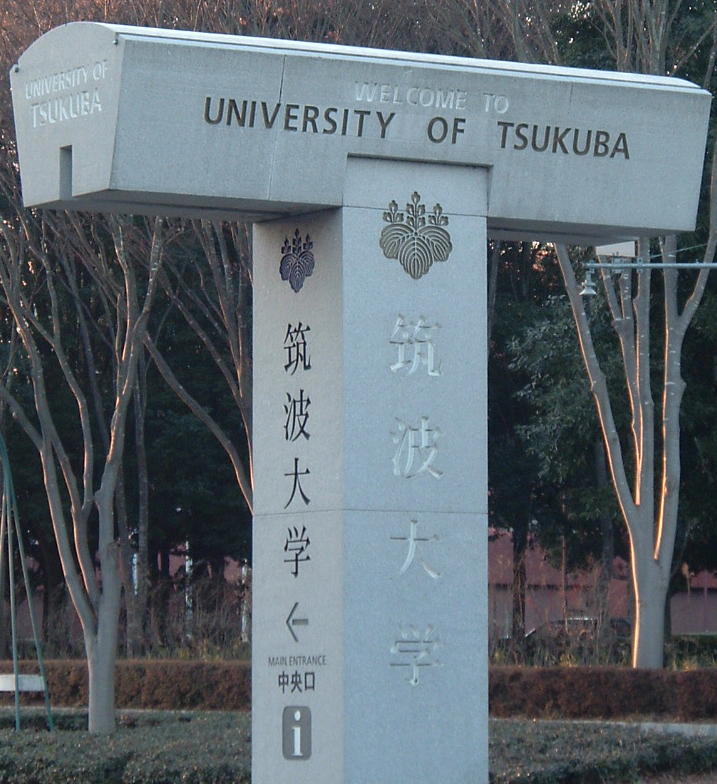
筑波大学の校章は五三の桐
元帥たる陸海軍大将が佩用していた元帥徽章